# Sytuacja graniczna
Sytuacja graniczna – sytuacja w życiu człowieka, która ze względu na swój bardzo osobisty charakter oraz niemożność zastępstwa i przeskoczenia jej stawia człowieka w prawdzie wobec samego siebie, rozjaśnia ludzką egzystencję. Termin ten został zdefiniowany i spopularyzowany przez Karla Jaspersa. Jaspers uważał, że poczucie winy, śmierć, walka to jedne z sytuacji granicznych w życiu codziennym człowieka.
Charakterystyczne dla sytuacji granicznych jest to, że wytrącają nas z równowagi, wyrywają nas z naszych nieautentycznych identyfikacji oraz z więzi społecznych. Zmuszają one również do rozjaśnienia ludzkiej egzystencji oraz znalezienia nowych sposobów komunikowania się. Można to porównać do poczucia oświecenia w Zen. Hans-Georg Gadamer uznał sytuację graniczną za odkrywcze spotkanie z filozoficznym Innym. W obliczu lęku wynikającego z uprzedniej wiedzy o śmierci może on w równym stopniu okazać się szansą na rozwój wynikający z sytuacji granicznej.
Psychoanalizę można postrzegać jako ustrukturyzowaną sytuację graniczną, ramy psychoanalityczne w szczególności zapewniające doświadczenie ostateczności i granic może wzmocnić ludzki rozwój umysłowy i postrzeganie rzeczywistości.